# Court Tomb von Meenagorp
Das Court Tomb von Meenagorp liegt auf nach Süden abfallendem, ebenem Gelände im Townland Meenagorp (irisch Mín na gCorp), westlich von Plumbridge im County Tyrone in Nordirland. Court Tombs gehören zu den megalithischen Kammergräbern (englisch chambered tombs) der Insel. Sie werden mit etwa 400 Exemplaren nahezu ausschließlich in Ulster im Norden von Irland beziehungsweise in Nordirland gefunden.
Das Court Tomb besteht aus zwei getrennten, unterschiedlich großen, Nord-Süd orientierten Kammern.
Die 2,6 m lange und 1,5 m breite Nordkammer hat auf jeder Seite zwei Seitensteine und einen Endstein. Der leicht versetzte Deckstein befindet sich mehr oder weniger in situ.
Die 2,2 m lange und 1,2 m breite Südkammer hat zwei Seitensteine an jeder Seite, einen Schwellenstein im Norden und einen Deckstein in situ.